# Point Oméga (roman)
Ne doit pas être confondu avec Point Oméga.
Point Oméga (titre original :Point Omega) est un roman de l'écrivain américain Don DeLillo, publié en 2010.

## Résumé
Présentation par l'éditeur : New York. Depuis plusieurs jours, un homme vient, seul, assister, dans une salle du MoMA, à la projection au ralenti du film d’Hitchcock« Psychose», proposée, sous le titre «24 Hour Psycho», par le plasticien Douglas Gordon.
Bien loin de là, en plein désert, le taciturne Richard Elster, universitaire à la retraite, accueille avec réticence chez lui le jeune cinéaste Jim Finley qu’intéresse la collaboration scientifique apportée par ce spécialiste de la “loi de l’extinction” au Pentagone pendant la guerre d’Irak. Les deux hommes sont rejoints dans leur solitude par Jessie, la fille d’Elster… Des images étirées à l’infini du film d’Hitchcock aux mots, toujours plus rares, qu’échangent trois personnages déconnectés du monde face aux illisibles étendues du désert, «Point Oméga» invite à faire l’expérience de perceptions inédites à la faveur d’une temporalité mutante, et à prendre la mesure secrète du monde.
Plus énigmatique que n’importe quel secret-défense, plus assourdissant que le fracas des guerres, ce roman en forme d’arrêt sur image édicte la sidération du signe face à la langue impitoyablement étrangère que, depuis les origines, profère la matière qui donne forme à l’univers.